# キング・ジョーダン
アーヴィング・キング・ジョーダン(Irving King Jordan)は、1988年3月13日に選出されたギャローデット大学の8代目学長である。ギャローデット大学卒業で、ギャローデット大学初めての聴覚障害者の学長(中途失聴者）である。

## デフ・プレジデント・ナウ
1988年3月6日、大学理事会が7代目学長として、ろう教育分野で経験が浅く、そして手話が出来ない聴者の女性を選出した。そのとき、デフ・プレジデント・ナウ（Deaf President Now：DPN）という大規模な学生の反対運動が起こった。1週間にわたる学生運動の結果として、彼は8代目学長に選出された。なお彼は口話が非常に巧く、また公式行事では同時法を用いている。
学長就任演説で、Deaf people can do anything except hear.（「ろう者は聞くこと以外は何でも出来る」）という有名な言葉を引用し、それ以来、ろう者のロールモデルとして世界中のろう者社会の注目を集めていた。
21歳のとき、オートバイ事故により聴力を失ったあと、ギャローデット大学に入学し、心理学を専攻した。テネシー大学大学院で心理学の学位を取得している。博士号を取得した後、ギャローデット大学に勤務。学長に選出されるまで文理学部長だった。
2005年秋に、2006年12月末に学長を辞職すると発表したが、2006年5月に決定された次期学長のジェーン・K・フェルナンデスの任命を巡って抗議運動を力をもって抑えたことが批判された。
現在、ギャローデット大学名誉学長。